# Trachylepis ferrarai
Trachylepis ferrarai (мабуя Феррари) — вид сцинкоподібних ящірок родини сцинкових (Scincidae). Ендемік Сомалі. Вид названий на честь італійського зоолога Франко Феррари.

## Поширення і екологія
Мабуї Феррари широко поширені на півдні Сомалі. Вони живуть в склерофільних рідколіссях і галерейних лісах.